# Varekil
Varekil is een plaats in de gemeente Orust in het landschap Bohuslän en de provincie Västra Götalands län in Zweden. De plaats heeft 586 inwoners (2005) en een oppervlakte van 49 hectare.

## Locaties Varekil
Varekilsnäs, Brandalen, Svanvik, Gunnarsbo, Råssön

## Verkeer en vervoer
Bij de plaats lopen de Länsväg 160 en Länsväg 178.

## Afstand
Afstand van Gotenburg 60 km